# Кордель, Кадри
Кадри Кордель (тур. Kadri Kordel) — турецкий боксёр, представитель наилегчайших весовых категорий. Выступал за сборную Турции по боксу в период 2000—2011 годов, чемпион турецкого национального первенства, победитель и призёр многих турниров международного значения.

## Биография
Начинал заниматься боксом в секции города Кютахья, позже переехал на постоянное жительство в Стамбул и присоединился к местному клубу «Фенербахче». Проходил подготовку под руководством тренера Муаммера Саглама.
Дебютировал на международной арене в сезоне 2000 года, выступив на чемпионате мира среди юниоров в Будапеште.
В 2002 году вошёл в основной состав турецкой национальной сборной и в зачёте наилегчайшей весовой категории одержал победу на домашнем международном турнире «Ахмет Джёмерт» в Стамбуле, в частности в финале взял верх над чемпионом мира из Франции Жеромом Тома.
В 2004 году стал чемпионом Турции в наилегчайшем весе, завоевал серебряную медаль на студенческом чемпионате мира в Анталии, дошёл до четвертьфинала на Мемориале Феликса Штамма в Варшаве, уступив итальянцу Винченцо Пикарди. Боксировал на чемпионате Европы в Пуле, проиграв в четвертьфинале грузину Николосу Изории. Пытался пройти отбор на летние Олимпийские игры в Афинах, однако на отборочном международном турнире в Гётеборге был остановлен уже в 1/8 финала.
На чемпионате мира 2005 года в Мяньяне выступал в первой наилегчайшей весовой категории — благополучно прошёл первых двоих соперников по турнирной сетке, тогда как в третьем четвертьфинальном бою со счётом 24:48 потерпел поражение от казаха Биржана Жакыпова.
На европейском первенстве 2006 года в Пловдиве выбыл из борьбы за медали уже на предварительном этапе.
В 2007 году вернулся в наилегчайший вес и снова стал чемпионом Турции. Боксировал на международном турнире «Золотой пояс» в Констанце и на турнире братьев Кличко в Киеве, но попасть в число призёров на этих соревнованиях не смог. При этом добавил в послужной список золотую награду, выигранную на турнире «Ахмет Джёмерт», стал бронзовым призёром чемпионата Европейского Союза в Дублине. На мировом первенстве в Чикаго уже в стартовом поединке потерпел поражение от Винченцо Пикарди.
На европейской олимпийской квалификации в Пескаре выступил неудачно и не прошёл отбор на Олимпиаду 2008 года в Пекине. При всём при том, завоевал бронзовую медаль на чемпионате мира среди студентов в Казани.
Последний раз показал сколько-нибудь значимый результат на международном уровне в сезоне 2011 года, когда принял участие в боксёрском турнире Всемирных военных игр в Рио-де-Жанейро.